# Gunnlaugur Jónsson
Gunnlaugur Jónsson (Akranes, 29 novembre 1974) è un allenatore di calcio ed ex calciatore islandese, di ruolo difensore, tecnico del KA Akureyri.

## Carriera

### Giocatore

#### Club
Jónsson cominciò la carriera con la maglia dell'ÍA Akranes, per poi passare agli scozzesi del Motherwell. Passò poi ai norvegesi del Kongsvinger, per cui esordì nella Tippeligaen in data 20 settembre 1998, quando fu titolare nella sconfitta per 4-0 sul campo del Rosenborg.
Vestì poi la maglia degli svedesi dell'Örebro e successivamente dei tedeschi del Uerdingen 05. Tornò allora in patria, giocando nelle file dell'ÍA Akranes, del KR Reykjavík e del Selfoss.

#### Nazionale
Jónsson giocò 12 partite per l'Islanda, tra il 1997 ed il 2002.

### Allenatore
Jónsson cominciò la carriera da allenatore nel Selfoss, nel 2009. Guidò poi il Valur e in seguito il KA Akureyri.

## Palmarès

### Giocatore

#### Competizioni nazionali
- Campionato islandese: 5

ÍA Akraness: 1993, 1994, 1995, 1996, 2001
- Coppa d'Islanda: 5

ÍA Akraness: 1993, 1996, 2000, 2003
KR Reykjavík: 2008
- Coppa di Lega islandese: 4

ÍA Akraness: 1996, 1999, 2003
KR Reykjavík: 2005
- Supercoppa d'Islanda: 1

ÍA Akraness: 2004
- 1. deild karla: 1

Selfoss: 2009